# Summit (Carolina del Sud)
Summit és una població dels Estats Units a l'estat de Carolina del Sud. Segons el cens del 2000 tenia 219 habitants.

## Demografia
Segons el cens del 2000, Summit tenia 219 habitants, 92 habitatges i 65 famílies. La densitat de població era de 56 habitants/km².
Dels 92 habitatges en un 34,8% hi vivien nens de menys de 18 anys, en un 55,4% hi vivien parelles casades, en un 10,9% dones solteres, i en un 28,3% no eren unitats familiars. En el 23,9% dels habitatges hi vivien persones soles el 6,5% de les quals corresponia a persones de 65 anys o més que vivien soles. El nombre mitjà de persones vivint en cada habitatge era de 2,38 i el nombre mitjà de persones que vivien en cada família era de 2,83.
Per edats la població es repartia de la següent manera: un 23,3% tenia menys de 18 anys, un 9,1% entre 18 i 24, un 29,2% entre 25 i 44, un 27,9% de 45 a 60 i un 10,5% 65 anys o més.
L'edat mediana era de 40 anys. Per cada 100 dones de 18 o més anys hi havia 86,7 homes.
La renda mediana per habitatge era de 32.083 $ i la renda mediana per família de 35.625 $. Els homes tenien una renda mediana de 27.500 $ mentre que les dones 20.000 $. La renda per capita de la població era de 15.456 $. Entorn del 9,6% de les famílies i el 6,3% de la població estaven per davall del llindar de pobresa.

## Poblacions més properes
El següent diagrama mostra les poblacions més properes.